# Marčan
Marčan es una localidad de Croacia situada en el municipio de Vinica, en el condado de Varaždin. Según el censo de 2021, tiene una población de 510 habitantes.

## Demografía
| Gráfica de población de Marčan 1857-2021                           |
|                                                                    |
| Según los censos de población de la Oficina de Estadísticas Croata |